# پرویز شکیب

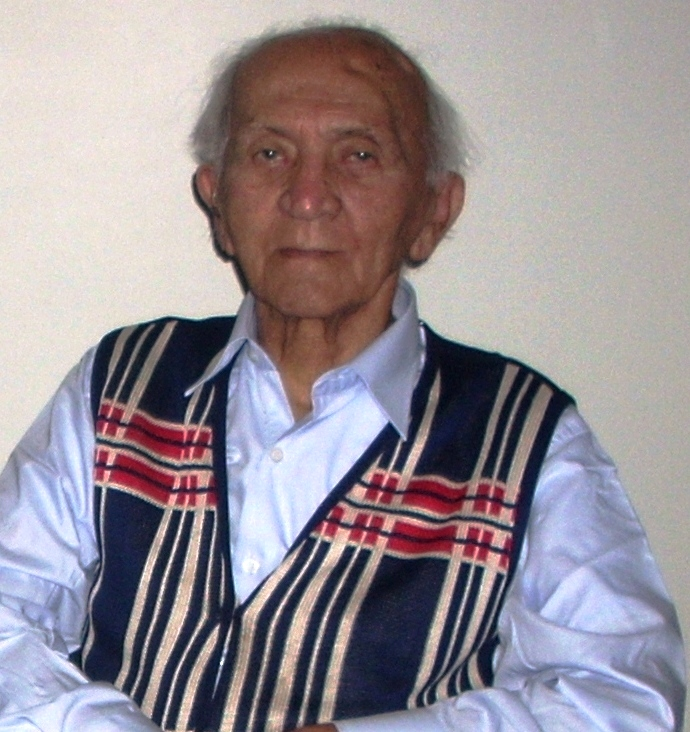
پرویز شکیب (۱۲۹۲–۱۳۸۸)

پرویز شکیب (۱۲۹۲–۱۳۸۸) مترجم اهل ایران بود.

## زندگی‌نامه
او تحصیلات ابتدایی و متوسطه خود را در مدرسه فرانسوی‌های تهران گذرانده بود. در دانشگاه در رشته ادبیات فرانسه فارغ‌التحصیل شد و به استخدام وزارت دارایی درآمد.
او کار ترجمه آثار ادبی را از دهه ۴۰ و با ترجمه آثاری چون دیوار ژان پل سارتر، شوهر دلخواه داستایوفسکی و
ترحم اشتفان تسوایگ آغاز کرد. دقت نظر و حساسیت شکیب در ترجمه آثار ادبی او را به چهره‌ای ممتاز در میان مترجمان عصرش تبدیل کرد، چنان‌که رضا سیدحسینی بارها از ترجمه شکیب به عنوان الگویی برای مترجمان جوان یاد کرده بود.
پرویز شکیب علاوه بر ترجمه و تألیف (از او آثاری برجای مانده که هنوز منتشر نشده‌است) به عنوان رئیس دیوان محاسبات وزارت دارایی فعالیت می‌کرد.
در دهه ۵۰ «خاطرات و عشق‌های کازانوا» را ترجمه کرد که با استقبال خوانندگان مواجه شد.
اما شاید شناخته‌شده‌ترین ترجمه او رمان معروف ژول ورن دور دنیا در هشتاد روز باشد که تا قبل از ترجمه نسخه کامل آن در سال ۵۵، فقط نسخه‌های کوتاه شده آن به فارسی موجود بود.

## درگذشت
پرویز شکیب روز یازدهم مهر ماه ۱۳۸۸ در ۹۶ سالگی به علت سکته مغزی در تهران درگذشت.

## برخی ترجمه‌هایش
- دیوار - ژان پل سارتر
- شوهر دلخواه - داستایوفسکی
- ترحم اشتفان - استفان تسوایگ
- خاطرات و عشق‌های کازانوا
- دور دنیا در هشتاد روز - ژول ورن